# A.C. Milan w sezonie 1989/1990

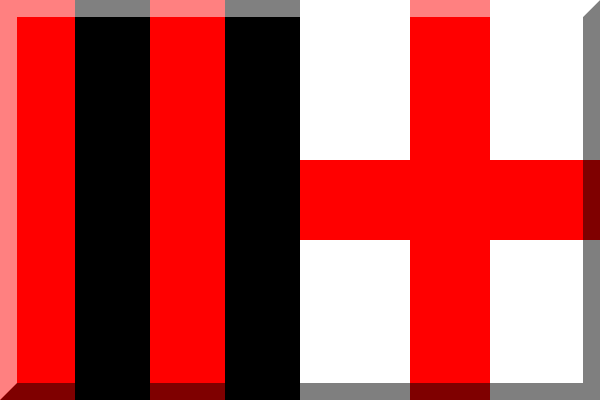
Klubowe barwy Milanu

Osiągnięcia i skład piłkarskiego zespołu A.C. Milan w sezonie 1989/90.

## Osiągnięcia
- Serie A: 2. miejsce
- Puchar Włoch: porażka w finale
- Puchar Europy: zwycięstwo
- Superpuchar Europy: zwycięstwo
- Puchar Interkontynentalny: zwycięstwo

## Podstawowe dane
- Oficjalna nazwa klubu: Associazione Calcio Milan
- Siedziba klubu: Via F. Turati 3
- Boisko: San Siro
- Prezes klubu:  Silvio Berlusconi
- Trener zespołu:  Arrigo Sacchi
- Kapitan drużyny:  Franco Baresi

## Skład zespołu
Bramkarze:
| Włochy | Francesco Antonioli |
| Włochy | Giovanni Galli      |
| Włochy | Andrea Pazzagli     |
| Włochy | Francesco Toldo     |

Obrońcy:
| Włochy | Franco Baresi         |
| Włochy | Stefano Carobbi       |
| Włochy | Alessandro Costacurta |
| Włochy | Filippo Galli         |
| Włochy | Gianluca Grassadonia  |
| Włochy | Paolo Maldini         |
| Włochy | Marco Pullo           |
| Włochy | Mauro Tassotti        |
| Włochy | Rufo Emiliano Verga   |

Pomocnicy:
| Włochy   | Demetrio Albertini    |
| Włochy   | Carlo Ancelotti       |
| Włochy   | Mauro Bressan         |
| Włochy   | Angelo Colombo        |
| Włochy   | Roberto Donadoni      |
| Włochy   | Alberigo Evani        |
| Włochy   | Maurizio Franchi      |
| Włochy   | Diego Fuser           |
| Holandia | Ruud Gullit           |
| Włochy   | Christian Lantignotti |
| Włochy   | Alessandro Lorenzi    |
| Holandia | Frank Rijkaard        |
| Włochy   | Stefano Salvatori     |
| Włochy   | Giovanni Stroppa      |

Napastnicy:
| Włochy   | Stefano Borgonovo |
| Holandia | Marco van Basten  |
| Włochy   | Giacomo Lorenzini |
| Włochy   | Daniele Massaro   |
| Włochy   | Marco Simone      |

### Transfery w sesji zimowej
Odeszli:
- Giuseppe Galderisi (do Padovy)